# IC 1838/2
IC 1838/2 је спирална галаксија у сазвијежђу Ован која се налази на листи објеката дубоког неба у Индекс каталогу.
Деклинација објекта је + 19° 27' 32" а ректасцензија 2h 44m 43,0s. Привидна величина (магнитуда) објекта IC 1838 износи 16,2 а фотографска магнитуда 17,0. IC 18382 је још познат и под ознакама MCG 3-8-2, CGCG 463-5.